# Platypepla arabella
Platypepla arabella là một loài bướm đêm trong họ Geometridae.